# Minimal Music
Minimal Music (auch musikalischer Minimalismus) ist ein Sammelbegriff für verschiedene Musikstile innerhalb der Neuen Musik, die sich ab den 1960er Jahren in den USA entwickelten. Der Name wurde Anfang der 1970er Jahre von Michael Nyman geprägt in Anlehnung an den aus der Bildenden Kunst stammenden Begriff Minimal Art.

## Einflüsse und Stellung in der Neuen Musik
Die Minimal Music verarbeitet Einflüsse aus asiatischer (vor allem indischer und indonesischer, besonders des Gamelan) und afrikanischer Musik (besonders deren Polyrhythmik), der Notre-Dame-Schule des 12./13. Jahrhunderts, dem (Free-)Jazz sowie aus bestimmten Formen des Rock (Psychedelic Rock). Sie ignoriert weitgehend die Konventionen des Komponierens, wie sie im westlichen (also im Wesentlichen europäischen) Kulturkreis bis dahin galten, speziell die Konventionen der Avantgarde der 1950er und frühen 1960er Jahre, insbesondere die der damals dominanten Seriellen Musik. Daher wird sie häufig als Antithese zum Serialismus verstanden. Von Vertretern dieser Richtung wird sie oft vehement abgelehnt, obwohl sich zum Beispiel La Monte Young theoretisch auf Arnold Schönberg und Anton Webern bezieht. Oft wird sie auch als eine postmoderne Musik charakterisiert. Ausgehend von der Minimal Music entwickelte sich in den 1970er Jahren der Post-Minimalismus.

## Einflüsse auf popkulturelle Musik
Auch viele der heutigen Produzenten von Minimal Techno sehen sich in der Tradition der Minimal Music.
Der Gitarrist Dylan Carlson übertrug mit Earth Ideen der Minimal Music in den Kontext einer Rockband und begründete so den Drone Doom.

## Charakterisierung
Die exakte Charakterisierung dieser Musikrichtung ist wegen der großen stilistischen Vielfalt ebenso schwierig wie eine Abgrenzung gegen einen Post-Minimalismus. Es gibt eine Reihe von stilistischen Merkmalen:
- repetitive Strukturen, die u. a. durch die Aneinanderreihung und ständige Wiederholung kleinster motivischer (melodischer, rhythmischer oder harmonischer) Zellen oder Pattern entstehen
- stabile Harmonik, tonale Musiksprache mit vielen Konsonanzen
- additive und subtraktive Prozesse: Durch Hinzufügen oder Fortnehmen einzelner Noten der motivischen Zellen werden diese in ihrer rhythmischen Struktur verändert.
- Phasenverschiebungen, Überlagerungen, Akzentverschiebungen der motivischen Zellen in verschiedenen Stimmen lassen einen Klangteppich entstehen
- Kontinuität und Vermeidung von Spannungsaufbau.
- Klangfarbe und -dichte werden wenig verändert.
- Es entsteht der Eindruck, Fragmente aus einem permanenten musikalischen Kontinuum zu hören.
- erweiterter Zeitbegriff: Neue Dimensionen in der Dauer der Stücke – von wenigen Sekunden oder Minuten zu Stunden, Tagen, Wochen
- positive Funktion des Vergessens

Minimal Music ist im Vergleich mit Kunstmusik von eher geringer harmonischer Komplexität: Minimal Music bewegt sich meistens im Rahmen einer modalen Tonalität und verwendet Dissonanzen nur sehr sparsam. Das rhythmische Element (oft Polyrhythmik) ist in der Minimal Music stark hervorgehoben, sie ist stark repetitiv: Ein einfaches Grundmuster (Pattern) wird über längere Zeiträume ständig mit nur leichten, oft kaum wahrnehmbaren Variationen wiederholt, das Stück ergibt sich dann aus der einfachen Aneinanderreihung der Variationen. Wird ein Muster gleichzeitig mit geringfügig unterschiedlichen Geschwindigkeiten gespielt, kommt es zum so genannten Effekt der Phasen-Verschiebung (phase shifting, phasing).
Die Minimal Music hat als zeitgenössische Musik außerhalb der Popmusik (mit der es einige Wechselwirkungen gibt) eine beträchtliche Popularität errungen, wenn auch nicht unbedingt beim Publikum traditioneller klassischer Musik.

## Komponisten und Interpreten
Zu den Begründern der Minimal Music zählen Steve Reich, La Monte Young, Terry Jennings und Terry Riley. Unabhängig davon haben Julius Eastman, Joanna Brouk und der Straßenmusiker Moondog (und weit später Charlemagne Palestine) zur Entwicklung der Musikform beigetragen. Über Tony Conrad ist John Cale mit dem Minimalismus vertraut geworden. Weitere wichtige Komponisten der amerikanischen Minimal Music sind Philip Glass (der die Minimal Music besonders mit seiner Filmmusik zu Koyaanisqatsi als einer der ersten einem breiteren Publikum nahe brachte), John Adams, John Luther Adams, Jon Gibson, Tom Johnson, Pauline Oliveros, Phill Niblock und Arnold Dreyblatt.
In Europa haben u. a. die Briten Michael Nyman, Max Richter und Christopher Fox (systems music, eine experimentelle, speziell britische Form der Minimal Music), die Franzosen Yann Tiersen und Sylvain Chauveau, der Belgier Wim Mertens, der Este Arvo Pärt, die Niederländer Louis Andriessen, Simeon ten Holt (seit 1979) und Jeroen van Veen, die Deutschen Claus Bantzer, Peter Michael Hamel, Hans Otte, Norbert Walter Peters, Cio D’Or, Ernstalbrecht Stiebler und Wolfgang Voigt, der Liechtensteiner Jogen Debel, die Italiener Ludovico Einaudi und Gianmartino Durighello Kompositionen vorgelegt, die zur Minimal Music gezählt werden können oder die von dieser beeinflusst sind. Aufbauend zunächst auf afrikanischer Musik reflektierte Kevin Volans den Minimalismus. György Ligeti schuf mit Monument · Selbstportrait · Bewegung von 1976 eine „Hommage“ an das Schaffen von Riley und Reich, deren Musik er 1972 kennengelernt hatte.
Auch bei Performance-Künstlern, wie Ólafur Arnalds, Nils Frahm, Volker Bertelmann alias Hauschka oder Terje Isungset finden sich minimalistische Elemente.
Der Künstler Lubomyr Melnyk bezeichnet seine Minimal Music als Continuous Music. Das australische Jazz-Quartett The Necks spielt oft in epischen Stücken sich minimal verändernde Musik, die ihnen den Beinamen als die langsamste Jazz-Band einbrachte.
Als Vorläufer werden bisweilen Erik Satie, John Cage und Morton Feldman genannt. Darüber hinaus finden sich einzelne Merkmale der Minimal Music bereits in den Filmmusiken von Bernard Herrmann und in den Carmina Burana von Carl Orff.
Elemente der Minimal Music wurden auch von Elektronikmusikern wie Tangerine Dream, Klaus Schulze und Kraftwerk oder innerhalb der Elektronic Dance Music, wie bei Kiasmos (Duo von Ólafur Arnalds und Janus Rasmussen) aufgegriffen.

## Exemplarische Werke
- Terry Riley: In C (1964)
- Terry Riley: Salome Dances For Peace (1985–1987)
- La Monte Young: The Well-Tuned Piano (ca. 1964)
- La Monte Young: The Four Dreams of China (1962)
- Steve Reich: Piano Phase für zwei Pianos (1967)
- Steve Reich: Drumming (1971)
- Steve Reich: Clapping Music (1972)
- Steve Reich: Music for 18 Musicians (1974–1976)
- Philip Glass: Einstein on the Beach (Musiktheater) (1976)
- Philip Glass: Satyagraha (Musiktheater) (1980)
- Philip Glass: Akhnaten (Musiktheater) (1983)
- Philip Glass: Glassworks (1981)
- Morton Feldman: String Quartet II (1983)
- Frederic Rzewski: Coming together und Attica (1972)
- John Adams: Shaker Loops (1977)
- John Adams: Phrygian gates (1978)
- John Adams: Nixon in China (Musiktheater) (1987)
- Louis Andriessen: Hoketus (1975–1977)
- Simeon ten Holt: Canto ostinato (1979)
- The Necks: Drive By (2003)
- The Necks: Sex (1989)
- The Necks: Open (2013)
- Julius Eastman: Femenine (1974)
- Julius Eastman: Evil Nigger (1979)
- Julius Eastman: Gay Guerrilla (1979)
- Julius Eastman: Crazy Nigger für vier Pianos (1979)